# Aname grandis
Aname grandis là một loài nhện trong họ Nemesiidae.
Aname grandis được miêu tả năm 1918 bởi Rainbow & Pulleine.

## Hình ảnh

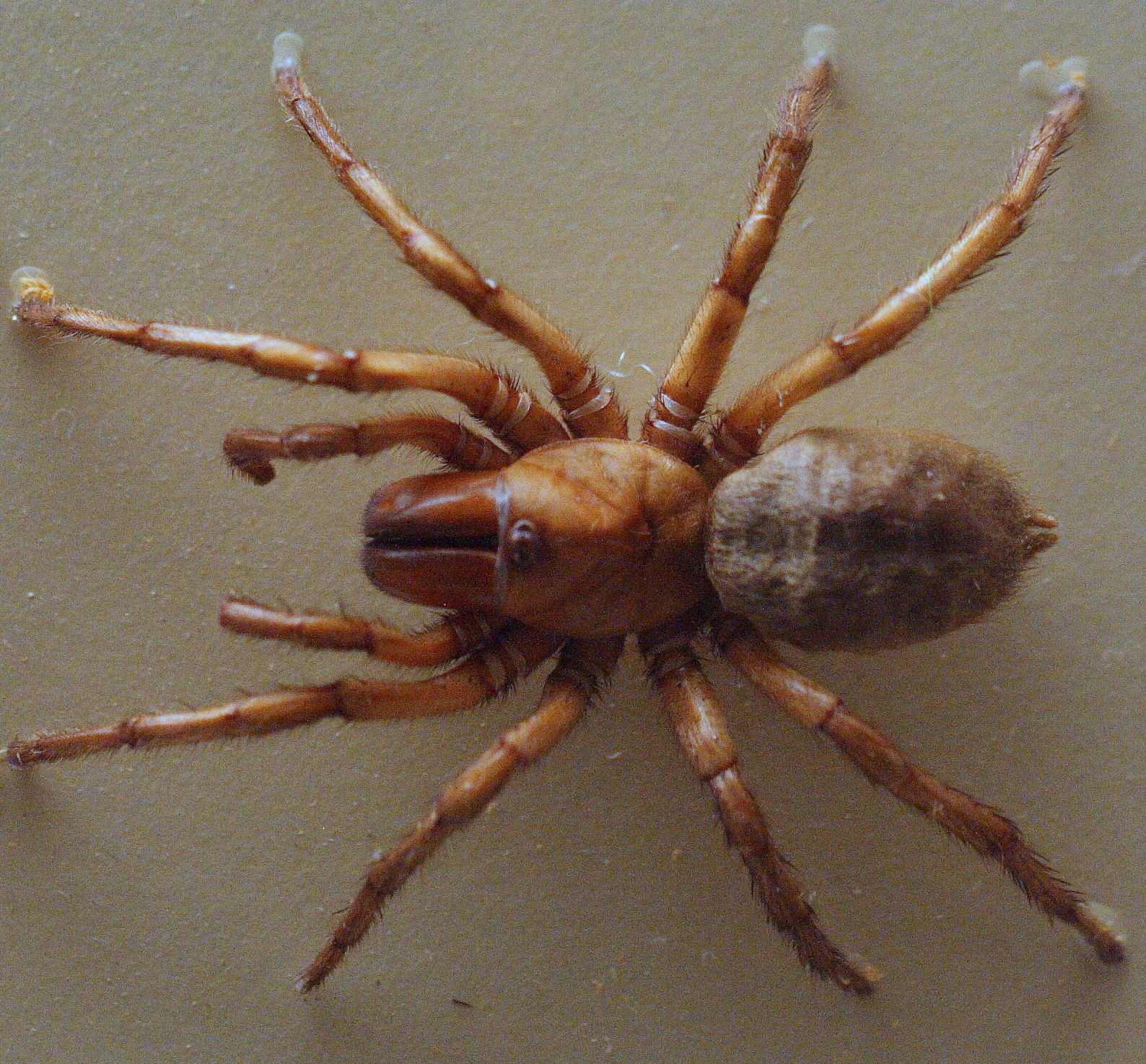
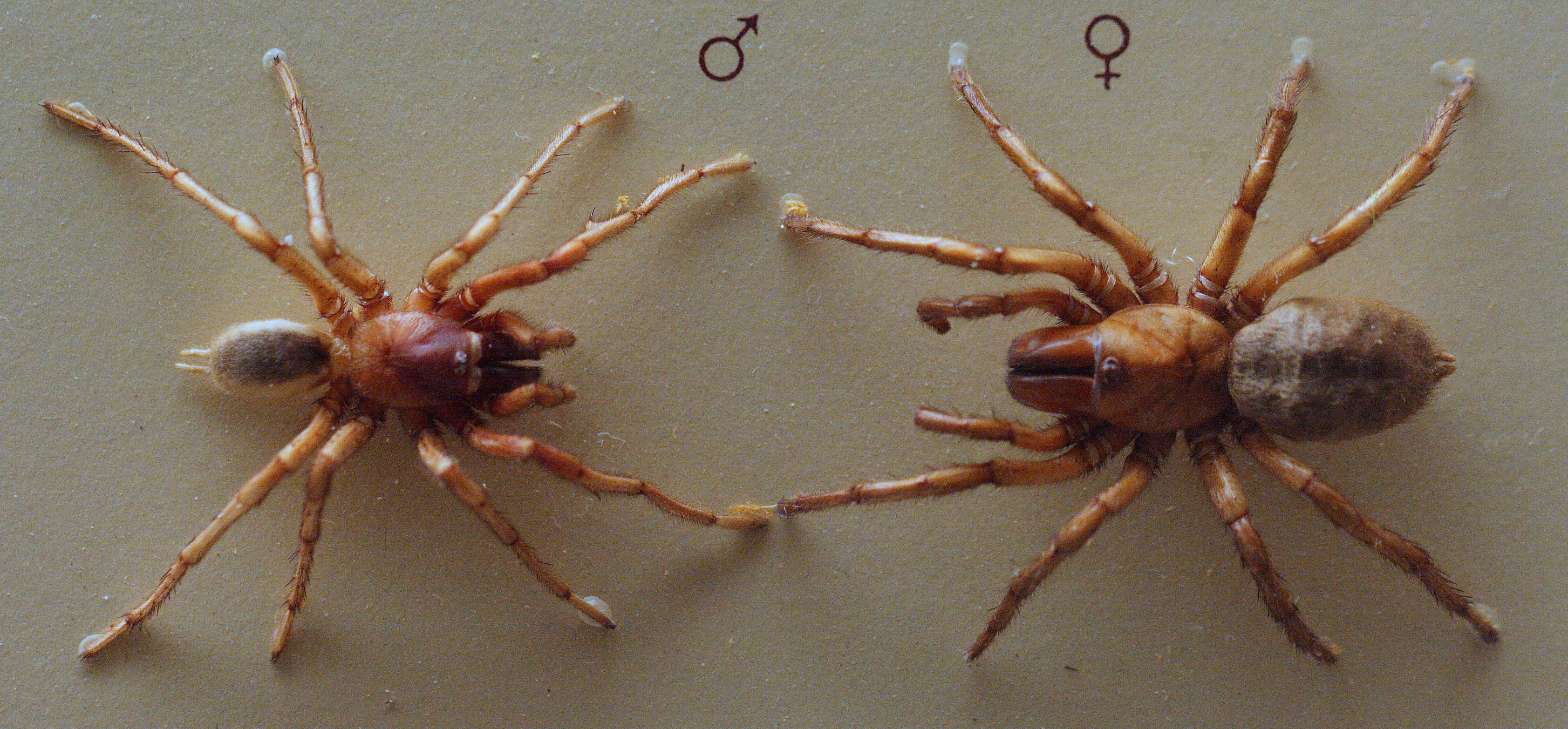